# Eurial
Eurial est un groupe de l'industrie agroalimentaire française de type coopératif, qui est devenue le pôle laitier d'Agrial depuis 2016. Eurial assure la collecte des laits auprès des agriculteurs coopérateurs, leur transformation puis la commercialisation sous de nombreuses formes et au travers plusieurs circuits de distribution.

## Histoire
Ce sont trois coopératives, Colarena Presqu'île, UCAL, Poitouraine, qui ont fondé le groupe afin d'assurer la valorisation de leur lait.
En 2011, la coopérative laitière du pays de gâtine rejoint Eurial.
En 2013, Agrial et Eurial annoncent leur projet de création du 2e groupe laitier coopératif français.
En 2014, l'union Valcrest rejoint également Eurial, en apportant ses activités industrielles et commerciales.

## Présentation

### Collecte lait
La collecte s'étend sur onze départements des régions Grand Est, Pays de la Loire, Nouvelle-Aquitaine, Bretagne et Centre-Val de Loire. Ce sont 2 500 exploitations et 5 000 producteurs qui ont assuré la collecte en 2020 de 2,3 milliards de litres de lait dont 300 millions de litres de lait de chèvre.

### Transformation
Ce sont quinze sites industriels, principalement en Pays de la Loire et Poitou-Charentes mais également à l'étranger, qui vont permettre au groupe de transformer ce lait. Ainsi en découle la fabrication de plusieurs familles de produits : les fromages de chèvre et de vache, le beurre, la crème, les produits laitiers biologiques, les fromages à pizza, les fromages ingrédients prétranchés surgelés et les ingrédients laitiers (poudres, caséines, mélanges fonctionnels).

### Commercialisation
Le lait collecté et transformé, l’étape finale se met en place : la vente des produits auprès de quatre circuits de distribution : la grande distribution, la restauration hors domicile, l’industrie agroalimentaire et l’export.

#### Grande distribution

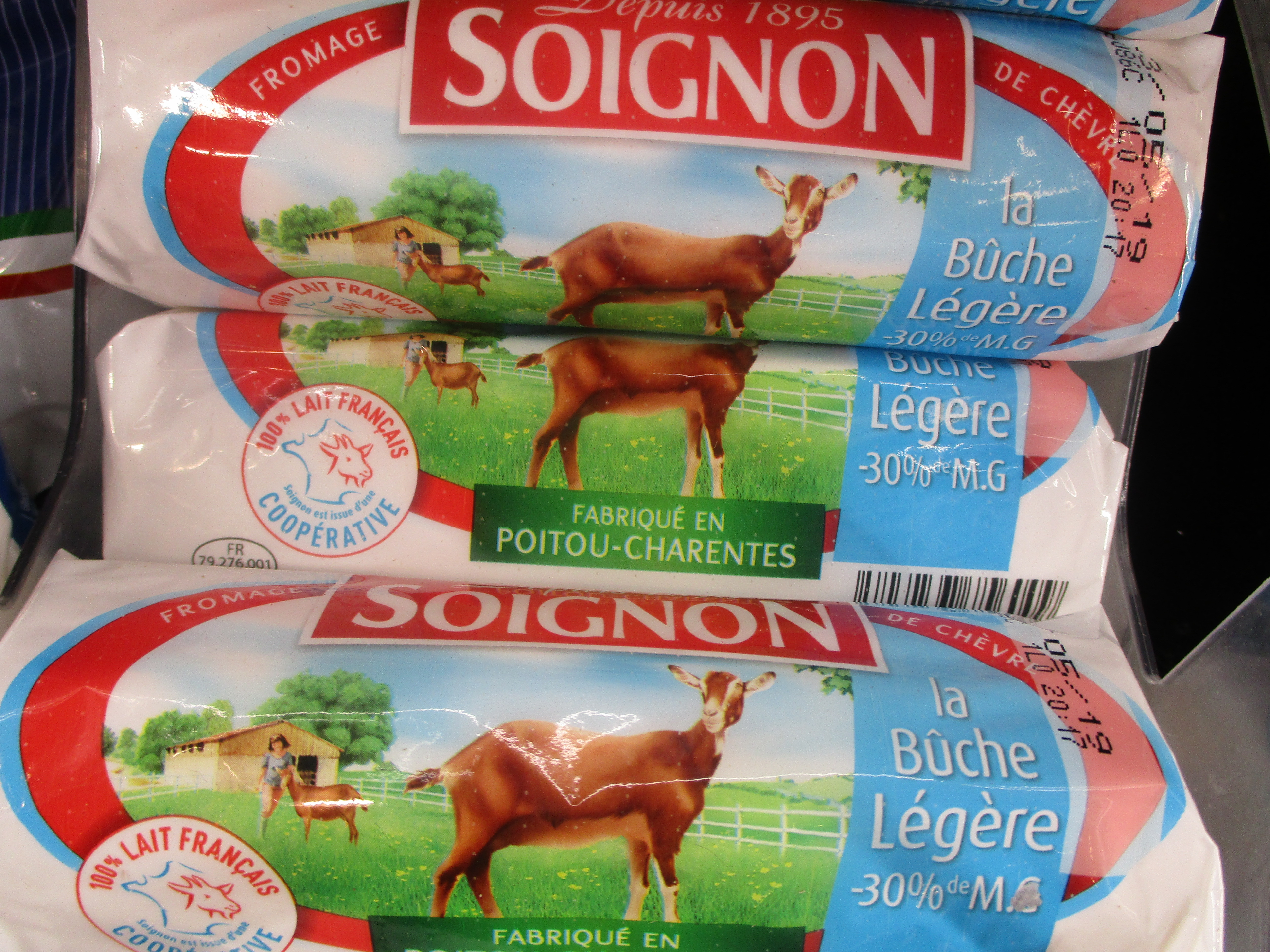
Fromage de chèvre Soignon.

Le nom du groupe se cache derrière des marques commerciales comme :
- Soignon, aujourd’hui chef de file sur le marché du fromage de chèvre avec 25 % de part de marché et 22 références. Marque phare, Sainte-Maure Soignon représente une vente sur six réalisée dans les rayons chèvre libre-service des grandes surfaces. La gamme d'AOC complète cette position : Sainte-Maure de Touraine, Pouligny-saint-pierre, Chabichou du Poitou[3] ;
- Grand Fermage, chef de file pour le marché des beurres AOC et Sels de Mer ;
- BioNat avec des produits frais bio (yaourts et crème fraîche) et frais au chèvre.

Les marques d'Eurial sont soutenues par des campagnes publicitaires promotionnelles importantes (spots TV, presse grand public, affichage, etc.).

#### Restauration hors domicile
Pour répondre à ce marché en forte croissance, Eurial propose une gamme de produits laitiers adaptée aux besoins des utilisateurs de la restauration. Sont vendus aux distributeurs grossistes, à la restauration (commerciale ou collective) et aux industriels de l'agroalimentaire, des produits adaptés : beurre, fromages de chèvre, crème fraîche ou crème UHT, fromages à pâte molle ou à pâte pressée, fromages à pizza.

#### Industrie agroalimentaire
Un large choix de produits répondant aux exigences de l'industrie agroalimentaire pour leurs activités fromagères, biscuiterie, yaourts et diététiques.
Ingrédients frais ou surgelés : en chèvre (palets, dés, bûches à découper, ou à tartiner pour la composition de toutes les salades, entrées, sandwich, etc.) et en vache (pour la sandwicherie, pour toutes les utilisations pizzas, paninis, gratins, etc.).
Ingrédients secs : caséines présures, lactosérum, protéines de lait, etc.

#### Export
Eurial exporte dans 130 pays des cinq continents. En 2020, ces ventes représentaient 35 % du chiffre d’affaires du groupe. Pour les produits frais, Eurial s'appuie notamment sur six filiales implantées à l'étranger : Allemagne, Belgique, Espagne, Italie, Royaume-Uni et États-Unis.

## Identité visuelle

Ancien logo.
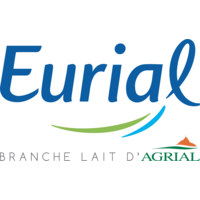
Logo actuel.